# Fra Dolcino
Fra Dolcino (asi 1250/1260, Prato Sesia – 1. června 1307, Vercelli) byl italský náboženský vůdce reformního hnutí, označovaný jako tzv. falešný apoštol. Podle jeho jména byla pojmenováno heretické hnutí dolcinistů.

## Život
Byl žákem zběhlého františkána Gerarda Segarelliho, který byl upálen roku 1300. Dolcino, podobně jako jeho učitel, hlásal chudobu podobně jako františkáni, ale jinou formou. V roce 1300 se stal duchovním vůdcem františkánského hnutí apoštolských bratří (apostolité), následně dal vzniknout heretickému hnutí dolcinistů (dolcinitů), kteří prosazovali Dolciniho milenialistické myšlenky až do jejich násilného rozprášení a zániku hnutí v roce 1307. Ve svých názorech byl inspirován výrazně názory mystika Jáchyma z Fiore. Jeho stoupenci byli ochotni zabíjet, rozkrádat, vypalovat atd. Uznávali volný sex. Kvůli jeho některým myšlenkám si ho brali za vzor pozdější socialisté (hlásal myšlenky odporu proti feudalismu). Byl výrazný antisemita, proto mu byl dlouhou dobu ponecháván prostor pro jeho tažení. 
Na konci svého působení se Dolcino se svými soupenci opevnil na hoře Rubello, kde byl na Bílou sobotu v březnu 1307 zajat vojsky, které vyslal vercellský biskup Rainierio Avogadro. Jeho skupina čítající asi 1400 členů byla rozprášena a Dolcino vydán inkvizičnímu soudu. Byl obžalován z kacířství, odsouzen k smrti. Nejprve byla na břehu řeky Sesia u města Vercelli na místě zvaném arena Servi před Dolcinovými zraky upálena na hranici jeho milenka Margareta z Tridentu. Sám Dolcino byl posazen na vůz tažený voly a předváděn po ulicích Vercelli. Zároveň byl krutě mučen, rozžhavenými kleštěmi mu katovi pacholci z těla vytrhávali kusy masa a nakonec bylo jeho tělo vhozeno na hořící hranici, na které byla předtím upálena Margareta.

## Odkaz v kultuře
Jeho postava se objevuje v Božské komedii od Dante Aligieriho a také v knize Jméno růže od Umberta Eca. Jaroslav Vrchlický mu věnoval báseň ve sbírce Bozi a lidé.